# Кагаров Євген Георгійович
Євген Георгійович Кагаров (рос. Евгений Георгиевич Кагаров, 1882–1942) — історик культури стародавнього світу.

## Життєпис
Народився 29 вересня 1883 у Тбілісі у родині службовця (старшого лісничого), вірменина.
Середню освіту отримав у 1-й Тбіліській гімназії, завершивши навчання з золотою медаллю. Вищу освіту отримав у 1901—1906 роках на історичному відділенні історико-філологічного факультету Імператорського Новоросійського університету, де поглиблено вивчав археологію та історію стародавнього світу під керівництвом професора Ернста Штерна. 1907 року залишений на кафедрі класичної філології для підготовки до професорського звання під керівництвом Ернста Штерна.
У 1909 році був відправлений у наукове відрядження за кордон. Відвідав Німеччину, Італію, острів Крит, де вів археологічні розкопки. Після повернення в Одесу Є. Кагаров був зарахований на посаду приват-доцента кафедри класичної філології. Доповідав на засіданнях ІФТ та ОБТ при Імператорського Новоросійського університету, ОТІС.
У 1912 році у Московському університеті захистив магістерську дисертацію на тему «рос. Культ фетишей, растений и животных в древней Греции» та перейшов на посаду екстраординарного професора до Харківського університету.
У 1919 році у Харківському університеті захистив докторську дисертацію та у 1920 році отримав звання ординарного професора цього університету.
Від 1925 року до кінця життя жив та працював у Ленінграді на кафедрі етнографії у місцевому університеті та Музеї антропології та етнографії.
Помер 19 березня 1942 року в Єсентуках.

## Науковий доробок
Творчий доробок нараховує близько 500 праць, дуже різноманітних за тематикою, що сам історик визнавав головною характерною ознакою своєї праці.
Приділяв головну увагу історії культури стародавніх народів, намагався встановити закономірності розвитку культури. До 1920 року дотримувався постулатів позитивістського соціологізму. У 1920-1930-ті рр. його методологічні погляди еволюціонували у бік філософії марксизму, в інтерпретації Ф. Енгельса. Для розкриття своїх поглядів Є. Кагаров застосовував різні жанри: рецензії, бібліографічні нариси, монографії, статті. Центральне місце у його спадщині посідають праці з історії релігії давніх греків, єгиптян та слов'ян. Головний вплив на його погляди мали видатні релігієзнавці Едвард Барнетт Тайлор та Джеймс Джордж Фрейзер.
Був одним з перших релігієзнавців-соціологів, який прагнув показати розвиток релігії у контексті розвитку культури певного народу. Він широко застосовував історико-порівняльний підхід. За допомогою цього методу він продемонстрував, що давньогрецька релігія ґрунтується на первісних уявленнях. Дослідив явище фетишизму, запропонував нову класифікацію амулетів, інакше пояснив обряди афінського свята Буфоній, заперечив існування у Давній Греції тотемізму. В пошуках доказів спирався не лише на писемні джерела, але й на епіграфічний матеріал та дані археології, зокрема, мікенської доби.
Давньослов'янську релігію вперше проаналізував у світлі концепції Д. Фрейзера про вбитого та воскресаючого духа. Менш помітне місце у творчості науковця посідають історико-методологічні та теоретичні праці. Був одним з перших історіографів науки вивчення Стародавнього світу. Ще одним зрізом творчості історика є біографічні нариси, присвячені героям античної історії.

## Праці
- (рос.)Этюды по истории греческой религии. — Воронеж, 1906; Религия Древнего Египта. — СПб., 1906;
- (рос.)Краткий очерк древнегреческой музыки. — Одесса, 1907;
- (рос.)Современные теории происхождения религии и мифов. — Одесса, 1908;
- (рос.)Основные моменты в истории крито-микенского искусства. — Одесса, 1911;
- (рос.)Прошлое и настоящее египтологии. — Сергиев Посад, 1914; Религия древних славян. — М., 1918;
- (рос.)Как люди научились говорить, писать и читать. — Харьков, 1925;
- (рос.)Основные идеи античной науки в их историческом развитии. — Харьков, 1925.
- Кагаров Є. Г. Форми та елементи народної обрядовості / Євген Кагаров ; Всеукр. акад. наук. — Київ: б. в., 1928. — 38, 1 с. [Архівовано 28 вересня 2020 у Wayback Machine.]
- Кагаров Є. Нарис історії етнографії / проф. Євген Кагаров. — У Київі: З друк. Укр. акад. наук, 1926. — 42 с. : табл. — (Українська АН. Праці етнографічної комісії). [Архівовано 20 вересня 2020 у Wayback Machine.]